# Eugeniusz Tadeusiewicz
Eugeniusz Tadeusiewicz (ur. 3 czerwca 1906 w Łodzi, zm. 26 października 1975 w Łodzi) – polski piłkarz, (środkowy napastnik lub pomocnik) oraz hokeista, związany przez większość kariery z ŁKS-em Łódź..
Był wychowankiem Klubu Turystów, w barwach których zaliczył 7 występów w ekstraklasie. W latach 1927–1929 był piłkarzem WKS 82 pp Brześć. Od 1929 związany z Łódzkim Klubem Sportowym - 139 meczów w najwyższej klasie rozgrywkowej. W tym samym roku został najlepszym strzelcem drużyny. Prócz gry na trawiastych boiskach, występował także na tafli lodowej, wraz z innymi piłkarzami ŁKS-u, w tym m.in. z Władysławem Królem, Antonim Gałeckim oraz Henrykiem Koczewskim. Karierę sportową zakończył po II wojnie światowej, w łódzkim Orkanie.
Uczestnik kampanii wrześniowej.